# Neotrichia osmena
Neotrichia osmena är en nattsländeart som beskrevs av Ross 1944. Neotrichia osmena ingår i släktet Neotrichia och familjen smånattsländor. Inga underarter finns listade i Catalogue of Life.